# Société industrielle de combustible nucléaire
La Société industrielle de combustible nucléaire (SICN), est une entreprise française, filiale de Orano NPS, spécialisée à l'origine dans la fabrication de combustible nucléaire, puis reconvertie dans la fabrication de pièces et munitions en uranium métal.

## Histoire

### Fabrication de combustible nucléaire
En 1954, la Société alsacienne de constructions mécaniques (SACM) démarre une usine de barres d'uranium gainées à Annecy. Ces barres doivent alimenter le réacteur nucléaire G1, puis G2 et G3 alors en construction sur le site nucléaire de Marcoule pour produire le plutonium nécessaire au développement de la première bombe atomique française. René Julia, polytechnicien travaillant pour la SACM, est chargé  de mettre en place cette activité de fabrication de combustible à Annecy.
En 1957, la Société Industrielle de Combustible Nucléaire est fondée avec comme actionnaires la SACM (actionnaire principal, la Société Lyonnaise des Eaux et de l'Éclairage , la Société d'électrochimie, d'électrométallurgie et des aciéries électriques d'Ugine, la Compagnie française des métaux, les Établissements Kuhlmann et les Tréfileries et laminoirs du Havre.
Son siège est situé au nord de la ville d'Annecy, où le site industriel est connu sous le nom de Radar. La même année est créé un atelier de pastillage à Veurey-Voroize. La société devient un partenaire d'EDF qui construisait les premiers réacteurs civils de la filière des réacteurs nucléaires UNGG à la centrale nucléaire de Chinon.
L'établissement SICN d'Annecy a produit du combustible nucléaire jusqu'à la fermeture des derniers réacteurs de la filière française uranium naturel graphite gaz (UNGG).
L'établissement de Veurey-Voroize a envisagé de fabriquer les combustibles oxydes de la filière des réacteurs à neutrons rapides (surgénérateur de type Superphénix).
En 1991, la SICN annonce une perte supérieure à 35 millions de francs pour un chiffre d'affaires de l'ordre de 230 millions. En 1992, la SICN licencie 90 des 445 salariés qu'elle employait dans l'Isère sur ses sites d'Annecy et de Veurey-Voroize. Les activités de fabrication de combustible sont définitivement arrêtées depuis le début des années 2000.
Les éléments combustibles de la SICN sont utilisés jusqu'en 1994, date de l'arrêt du dernier réacteur graphite-gaz français à la centrale nucléaire du Bugey. Ensuite, SICN se reconvertit sur les applications de l’uranium appauvri.

### Reconversion
En 1990, la SICN (et la CERCA) usine l'uranium appauvri utilisé pour la guerre du Golfe.
En 1995, un nouveau bâtiment est en construction dans le cadre d'un contrat signé avec Giat Industries pour fabriquer en grande série des pénétrateurs à énergie cinétique à l’uranium appauvri pour les chars et les véhicules blindés. 60000 exemplaires seront fabriqués sur le site d'Annecy.
La SICN dispose d'équipements de mise en forme de l'uranium métal : laminage, filage, emboutissage, usinage. L’usine d’Annecy dispose même d’une fonderie. Ces technologies permettent à la SICN de fabriquer des pièces en uranium (naturel ou appauvri) pour l'industrie nucléaire ou de défense mais aussi pour l'aéronautique.
En 2001, la SICN emploie 180 salariés à Veurey (Isère), 160 à Annecy (Haute-Savoie) et 50 à Codolet près de Marcoule (Gard). Cette même année, le parti français les Verts a financé un mesurage de la pollution radioactive par le laboratoire d'analyses radioactives de la CRIIRAD qui a conduit à une mesure anormale de la radioactivité de l'usine dans des lichen.
En 2002, la SICN met un terme à son activité de métallurgie de l'uranium et filialise ses fabrications de mécanique de précision dans une société baptisée Gemma. En 2004, GEMMA est cédé à la Société Roannaise Mécanique (Soromé), sous-traitant spécialiste du secteur aéronautique, appartenant au groupe Hitim. En 2007, Soromé et Gemma fusionnent avant d'être racheté en 2021 par Mecachrome.

### Démantèlement
Au total, Areva a investi environ 60 millions d'euros sur 5 ans et employé 100 personnes sur les chantiers pour démanteler les deux sites de la SICN. Au total, 15 milles tonnes de déchets ont été conditionnés et expédiés vers les sites de stockage.

#### Démantèlement d'Annecy
En 2002, l'usine SICN d'Annecy cesse définitivement son activité métallurgique de l'uranium.
En 2008, le démantèlement de l'usine d'Annecy est lancé. Pour démanteler les milliers de mètres carrés de ce site, Areva doit débourser environ 20 millions d'euros.
En juin 2015, la commune d'Annecy modernise son réseau de chaleur et inaugure une nouvelle chaufferie bois sur le site inactif de SICN.

#### Démantèlement de Veurey-Voroize
De 2000 à 2005, à Veurey, ont lieu des opérations de cessation définitive d’exploitation. L'usine de Veurey arrête sa production en 2002.
En 2006, deux installations nucléaires de base (INB) localisées sur son site de Veurey-Voroize sont mises à l'arrêt définitif  :
- usine de fabrication de combustibles nucléaires, INB autorisée en 1967
- atelier de pastillage, INB autorisée en 1977

Entre 2006 et 2011, Areva a entrepris le démantèlement nucléaire des équipements puis l'assainissement des bâtiments.
Entre 2008 et 2010 à Veurey, Areva assainit et démantèle une dizaine d’hectares, dont 15 000 m² de bâtiments.
Le 13 mars 2012, l’Autorité de sûreté nucléaire (ASN) met en demeure la SICN d’achever les travaux de démantèlement et d’assainissement du site de Veurey-Voroize.